# Державний музей Ачег
Державний музей Ачег, або Музей Банда — Ачег (англ. Aceh State Museum) — один з найдавніших музеїв в Індонезії, розташований у провінції Банда — Ачех.

## Історія

### Колоніальний період
Оригінальна будівля музею Ачег була сформована у стилі традиційних провінційних будинків — платформ (провінції Румог Ачег). Ці будівлі спочатку використовувались як Павільйони Ачег на землях De Koloniale Tentoonsteling (Колоніальні виставки) у Семарангу з 13 серпня до 15 листопада 1914. Спочатку передбачалось що будинок — платформа буде розібрана та переміщена до Нідерландів. У павільйоні були представлені ачезькі артефакти, більшість з яких приватна колекція етнографа Фредеріха Стамешауса, який у 1915 став першим куратором Музею Ачег. Протягом цієї виставки, павільйон Ачег зміг стати найкращим павільйоном. Завдяки цьому успіху, Стамешаус запропонував цивільному та військовому губернатору Ачегу, HNA. Swart, повернути павільйон назад у Ачег та використовувати його як музей. Будівля була повернута Коетераджі (теперішній Банда — Ачег) в Ачезі, та з 31 серпня 1915, вона була офіційно відрита на луках Коетераджі першим куратором музею Стамешаусом. Стамешаус залишався куратором музею до 1933 року.
Після відставки, Стамешаус продав власну колекцію яка налічувала 1 300 етнографічних об'єктів Колоніальному Інституту в Амстердамі, тепер відомого як Tropenmuseum. У його колекції було багато яскраво освітлених ачезьких артефактів, враховуючи золоті прикраси, ачезька зброя, амулети, фотографії та повсякденний посуд. Найвідоміший проданий Tropenmuseum об'єкт був власний плащ Теуку Умар.

### Незалежний період
Опісля здобуття незалежності Індонезії, музей став власністю Регіонального Губернаторства Ачега. У 1969, під ініціативою Teuku Hamzah Bendahara, Музей Ачег був переміщений зі старого місця знаходження (Blang Padang) до його теперішнього місця знаходження у Jalan Sultan Alaidin Mahmudsyan землю у 10800 квадратних метрів.
У 1974, музей отримав власний фонд для свого відновлення. Цей фонд використовувався для відновлення оригінальних будівель — павільйонів та для побудови нових будівель музейного комплексу. Ці нові будівлі складались із кімнати виставок, зали конференцій, лабораторій та офісів. Також цей фонд забезпечував надходження нових колекцій для музею та зв'язаних досліджень.
1 вересня 1980 року, Музей Ачег офіційно відкрив провінційний музей під іменем Державний Музей Ачег (Індонезійський Музей Негері Ачег). Офіційну інавгурацію провів міністр Освіти та Культури того часу доктор Даоед Йоесоф.
Історичний Румох Ачег пережив землетрус та цунамі у 2004 році.

## Румог Ачег
Румог Ачег це типовий ачезький традиційний будинок — платформа у зведенні якого використовували деревину, як головний ресурс. Будинок налічує три кімнати: передня кімната (Ruang Depan), середня кімната (Tungai) та задня кімната (Seuramo Likot). Середня кімната приблизно на 50 — 75 сантиметрів вища ніж задня та передня кімнати.

## Колекції
Деякі оригінальні колекції Музею Ачег були збережені завдяки Tropenmuseum в Амстердамі, одним з найвідоміших є власний плащ Теуку Умар.
Сьогодні музей колекціонує археологічні об'єкти, флору та фауну з Ачегу, етнографічні об'єкти, старі манускрипти, камені та мінерали з регіону, ачезьку кераміку, монети та печаті королівства Ачег, а також історичні картини.